# Maulets (politique)
Pour les articles homonymes, voir Maulets.
 (août 2025).
Si vous disposez d'ouvrages ou d'articles de référence ou si vous connaissez des sites web de qualité traitant du thème abordé ici, merci de compléter l'article en donnant les références utiles à sa vérifiabilité et en les liant à la section « Notes et références ».
Maulets est une ancienne organisation politique de jeunesse rattachée au nationalisme catalan indépendantiste fondée en 1988, essentiellement présente en Catalogne et dans la Communauté valencienne. En 2012, elle est intégrée dans le mouvement Arran.

## Dénomination
Le terme « maulets » est le nom que s'étaient donné les partisans de l'archiduc Charles d'Autriche dans le royaume de Valence et résistants historiques à Philippe de Bourbon lors de la guerre de succession d'Espagne.

## Idéologie
Ils sont partisans de l'unification et l'indépendance des Pays catalans, l'écologisme, le socialisme révolutionnaire et la lutte des classes.

## Historique
Le mouvement est créé en avril 1988. À partir de 2007, Maulets se rapproche de la Coordination d'assemblées de jeunes de la gauche indépendantiste (CAJEI) avec laquelle il fusionne en juillet 2012 pour donner naissance au mouvement Arran.